# International Opera Awards
Les International Opera Awards sont une cérémonie annuelle de remise de prix récompensant l'excellence dans le domaine de l'opéra à travers le monde.

## Origines
Les International Opera Awards sont fondés en 2012 par Harry Hyman, homme d'affaires britannique, mécène et partisan de l'opéra, et John Allison, rédacteur en chef du magazine Opera,. L'objectif de l'événement est de célébrer l'excellence dans le domaine de l'opéra et de rehausser le profil de l'opéra en tant que forme artistique à l'échelle internationale.

## Catégories de prix
Les prix sont décernés dans une vingtaine de catégories chaque année. Les nominations pour toutes les catégories sont ouvertes au grand public, qui soumet ses choix via un formulaire en ligne. Les listes issues de ce processus sont ensuite examinées par un jury de critiques d'opéra et d'administrateurs, qui annoncent les listes restreintes avant la cérémonie.
Les lauréats sont désignés par un vote à bulletin secret, à l'exception du prix des lecteurs du magazine Opera, qui est décerné par un vote du public.

## Cérémonies
La première cérémonie des International Opera Awards se déroule à Londres, à l'hôtel Hilton, le 22 avril 2013. L'édition 2014, toujours à Londres, se déroule 7 avril 2014.
En 2015, les prix sont passés d'un dîner à une représentation théâtrale, avec des performances d'anciens lauréats, de finalistes et d'autres artistes lyriques de premier plan. La cérémonie de 2015 se déroule le 26 avril 2015 au Savoy Theatre de Londres. La soirée est animée par l'acteur Richard E. Grant. La cérémonie de 2016 se tient également au Savoy Theatre, le 15 mai, et est animée par le présentateur de radio et animateur de la BBC Radio 3 Petroc Trelawny (en),. 
En 2017, la cérémonie, toujours présentée par Petroc Trelawny, se déroule le 7 mai au Coliseum Theatre à Londres,. Celui-ci rempile une troisième fois en 2018, le 9 avril, de nouveau au Coliseum Theatre et une quatrième fois pour l'édition 2019 qui se déroule le 29 avril au Sadler's Wells Théâtre, à Londres.  
En raison de pandémie de COVID-19, l'édition 2020 est reportée et le 10 mai 2021 a lieu, en ligne, une cérémonie récompensant les prestations de 2019 tout en rendant hommage à la résilience du monde de l'opéra lors de la pandémie,. 
En 2022, la cérémonie se tient le 28 novembre au Théâtre royal de Madrid. C'est la première fois que la cérémonie se tient en dehors du Royaume-Uni. La cérémonie de 2023 a lieu au Grand Théâtre de Varsovie le 9 novembre. L'année suivante, la cérémonie se tient au théâtre du Prince-Régent à Munich le 2 octobre 2024.

## Lauréats

### 2013
En 2013, les lauréats sont :
- Metteur en scène : Dmitri Tcherniakov
- Chef d'orchestre : Antonio Pappano
- Interprète masculin : Jonas Kaufmann
- Interprète féminin : Nina Stemme
- Interprète féminin espoir : Sophie Bevan (en)
- Nouveau venu : Daniele Rustioni
- Chœur : Cape Town Opera (en)
- Costumes : Buki Shiff (en)
- Éclairage : Paule Constable (en)
- Décors : Antony McDonald (en)
- Compagnie d'opéra : Opéra de Francfort
- Orchestre : Metropolitan Opera
- Festival : Festival de Salzbourg
- Nouvelle production : La Légende de la ville invisible de Kitège et de la demoiselle Fevronia de Nikolaï Rimski-Korsakov - Opéra national des Pays-Bas
- Œuvre redécouverte : David et Jonathas de Marc-Antoine Charpentier - Les Arts florissants
- Première mondiale : Written on Skin de George Benjamin - festival international d'art lyrique d'Aix-en-Provence
- Prix des lecteurs : Jonas Kaufmann
- Accessibilité : Metropolitan Opera, New York
- CD (opéra complet) : Alessandro de Haendel, dirigé par George Petrou (Decca)
- CD (récital) : Christian Gerhaher (Sony)
- DVD : Il Trittico de Giacomo Puccini - Royal Opera House, dirigé par Antonio Pappano (Opus Arte)
- Mécénat : Sir Peter Moores

### 2014
En 2014, les lauréats sont :
- Metteur en scène : Barrie Kosky
- Chef d'orchestre : Kirill Petrenko
- Interprète masculin : Stuart Skelton
- Interprète féminin : Diana Damrau
- Interprète féminin espoir : Jamie Barton (singer) (en)
- Nouvelle venue : Lotte de Beer
- Chœur : Festival de Bayreuth
- Chef décorateur : Paul Brown (en)
- Compagnie d'opéra : Opéra de Zurich
- Festival : Festival international d'art lyrique d'Aix-en-Provence
- Anniversaire de production (Benjamin Britten) : Peter Grimes on the beach (festival d'Aldeburgh)
- Anniversaire de production (Giuseppe Verdi) : Trilogie Verdi - La battaglia di Legnano, I due Foscari, I Lombardi alla prima crociata (Opéra d'État de Hambourg)
- Anniversaire de production (Richard Wagner) : Parsifal (Opéra flamand)
- Prix pour l'ensemble de sa carrière : Gerard Mortier
- Nouvelle production : Norma de Vincenzo Bellini - Festival de Salzbourg
- Œuvre redécouverte : Christina di Svezia de Jacopo Foroni - Wexford Festival Opera
- Première mondiale : The merchant of Venice d'André Tchaikowsky - Festival de Brégence
- Prix des lecteurs : Joseph Calleja
- Accessibilité : Teatro Sociale de Como
- CD (opéra complet) : Otello de Giuseppe Verdi (Chicago Symphony Orchestra Resound)
- CD (récital) : Ann Hallenberg - Hidden Handel (Naïve)
- DVD : David et Jonathas de Marc-Antoine Charpentier (BelAir Classiques)
- Mécénat : Edgar Foster Daniels

### 2015
En 2015, les lauréats sont :
- Metteur en scène : Richard Jones (en)
- Chef d'orchestre : Semyon Bychkov
- Interprète masculin : Christian Gerhaher
- Interprète féminin : Anja Harteros
- Interprète féminin espoir : Justina Gringytė (en)
- Chœur : Opéra national du pays de Galles
- Cheffe décoratrice : Es Devlin
- Compagnie d'opéra : Opéra-Comique de Berlin
- Festival : Festival de Brégence
- Anniversaire de production (Richard Strauss) : Die Frau ohne Schatten (Royal Opera House)
- Prix pour l'ensemble de sa carrière : Speight Jenkins (en)
- Nouvelle production : La Khovanchtchina - Birmingham Opera Company (en)
- Œuvre redécouverte : Aureliano in Palmira - Rossini Opera Festival (Pesaro)
- Première mondiale : Au monde de Philippe Boesmans (La Monnaie).
- Prix des lecteurs : Aleksandra Kurzak
- Prix des lecteurs : Jonas Kaufmann
- Accessibilité : Opéra et ballet national de Norvège
- CD (opéra complet) : Fantasio de Jacques Offenbach (Opera Rara)
- CD (récital) : Anna Bonitatibus - Semiramide: La Signora Regale (Deutsche Harmonia Mundi (en))
- DVD : Elektra de Richard Strauss (BelAir Classiques)
- Mécénat : Ann Ziff (fondation Bill et Ann Ziff)

### 2016
En 2016, les lauréats sont :
- Metteur en scène : Laurent Pelly
- Metteur en scène espoir : Fabio Ceresa (en)
- Chef d'orchestre : Gianandrea Noseda
- Chef d'orchestre espoir : Giacomo Sagripanti
- Interprète masculin : Gregory Kunde
- Interprète féminin : Mariella Devia
- Interprète masculin espoir : Stanislas de Barbeyrac
- Interprète féminin espoir : Asmik Grigorian
- Chœur : English National Opera
- Décoratrice : Vicki Mortimer
- Compagnie d'opéra : Opéra national des Pays-Bas
- Festival : Festival de Glyndebourne
- Prix pour l'ensemble de sa carrière : Brigitte Fassbaender
- Nouvelle production : Peter Grimes (Christof Loy) de Benjamin Britten - Theater an der Wien
- Œuvre redécouverte : Le Roi Carotte de Jacques Offenbach - Opéra national de Lyon
- Première mondiale : Cold Mountain de Jennifer Higdon - Santa Fe Opera (en)
- Prix des lecteurs : Ermonela Jaho
- Accessibilité : The Opera Platform (en)
- CD (opéra complet) : Les martyrs (en) de Gaetano Donizetti (Opera Rara)
- CD (récital) : Ann Hallenberg - Agrippina de Georg Friedrich Händel (Deutsche Harmonia Mundi (en))
- DVD : La Fiancée du tsar de Nikolaï Rimski-Korsakov (BelAir Classiques)
- Mécénat : Bill et Judy Bollinger, Christine Collins

### 2017
En 2017, les lauréats sont :
- Metteur en scène : Christof Loy
- Chef d'orchestre : Philippe Jordan
- Interprète masculin : Lawrence Brownlee
- Interprète féminin : Anna Netrebko
- Interprète féminin espoir : Louise Alder
- Nouveau venu : Lorenzo Viotti

- Chœur : Arnold Schoenberg Chor
- Décorateur : Klaus Grünberg
- Compagnie d'opéra : Opéra national de Lyon

- Direction d'opéra : Bernard Foccroulle
- Festival : Wexford Festival Opera
- Prix pour l'ensemble de sa carrière : Renata Scotto
- Nouvelle production : L'Amour de loin de Kaija Saariaho (direction Robert Lepage) - Metropolitan Opera
- Œuvre redécouverte : Goplana (en) de Władysław Żeleński - Polish National Opera
- Première mondiale : The Exterminating Angel de Thomas Adès - Festival de Salzbourg
- Prix des lecteurs : Juan Diego Flórez
- Prix spécial in memoriam : Alberto Zedda
- Éducation et sensibilisation : Natalya Sats Children’s Opera Theatre, Moscow (en)
- Mécénat : Fedora
- Enregistrement (opéra complet) : La Dame de pique de Piotr Ilitch Tchaïkovski (BR Klassik)
- Enregistrement (récita) : Pretty Yende - A Journey (Sony)

### 2018
En 2018, les lauréats sont :
- Metteur en scène : Mariusz Treliński
- Chef d'orchestre : Vladimir Iourovski
- Interprète masculin : Piotr Beczała
- Interprète féminin : Malin Byström
- Interprète féminin espoir : Wallis Giunta (en)
- Nouveau venu : Barbora Horáková Joly
- Chœur : MusicAeterna
- Décorateur : Paul Steinberg
- Compagnie d'opéra : Bayerische Staatsoper
- Orchestre : La Scala
- Direction d'opéra : Bernd Loebe (en)
- Festival : Festival Verdi de Parme
- Prix pour l'ensemble de sa carrière : Teresa Berganza
- Nouvelle production : Billy Budd de Benjamin Britten (direction Deborah Warner) - Théâtre royal de Madrid
- Œuvre redécouverte : Der Diktator, Schwergewicht (en), Das geheime Königreich (en) de Ernst Křenek - Opéra de Francfort
- Première mondiale : Hamlet de Brett Dean - Festival de Glyndebourne
- Prix des lecteurs : Pretty Yende
- Éducation et sensibilisation : Opera Holland Park (en)
- Mécénat : Annette Campbell-White (en)
- Enregistrement (opéra complet) : Les Troyens de Hector Berlioz (Erato)
- Enregistrement (récita) : Véronique Gens - Visions (Alpha)

### 2019
En 2019, les lauréats sont :
- Metteuse en scène : Katie Mitchell (en)
- Chef d'orchestre : Marc Albrecht
- Interprète masculin : Charles Castronovo
- Interprète féminin : Asmik Grigorian
- Interprète féminin espoir : Marina Viotti
- Nouveau venu : Maxim Emelyanychev (en)
- Chœur : Opera Bolchoï
- Décoratrice : Rebecca Ringst
- Compagnie d'opéra : Opéra flamand
- Orchestre : Royal Opera House
- Festival : Festival Janáček Brno
- Prix pour l'ensemble de sa carrière : Leontyne Price
- Nouvelle production : De la maison des morts de Leoš Janáček (direction Krzysztof Warlikowski) - Royal Opera House
- Œuvre redécouverte : Artaserse (en) de Johann Adolf Hasse - Opera Pinchgut (en)
- Première mondiale : Fin de partie (en) de György Kurtág - La Scala
- Prix des lecteurs : Sonya Yoncheva
- Éducation et sensibilisation : Umculo
- Leadership : Waldemar Dąbrowski
- Mécénat : Fondation Bru
- Enregistrement (opéra complet) : Semiramide de Gioachino Rossini (Opera Rara)
- Enregistrement (récita) : Stéphane Degout - Enfers (Harmonia Mundi)

### 2020/2021
En 2020/2021 (pandémie Covid 19), les lauréats sont :
- Metteur en scène : Robert Carsen
- Chef d'orchestre : Kirill Petrenko
- Interprète masculin : Javier Camarena
- Interprète masculin espoir : Xabier Anduaga
- Interprète féminin : Lise Davidsen
- Interprète féminin espoir : Vasilisa Berzhanskaya (en)
- Nouveau venu : Alpesh Chauhan (en)
- Chœur : Metropolitan Opera
- Décorateur : Małgorzata Szczęśniak (en)
- Compagnie d'opéra : Théâtre royal de Madrid
- Orchestre : Bayerisches Staatsorchester
- Festival : Festival de Salzbourg
- Prix pour l'ensemble de sa carrière : Bernard Haitink
- Nouvelle production : Le Conte du tsar Saltan de Nicolai Rimsky-Korsakov (direction Dmitri Tcherniakov) - La Monnaie
- Œuvre redécouverte : Paria de Stanisław Moniuszko - Grand Theatre, Poznań (en)
- Première mondiale : Oceane (en) de Detlev Glanert - Opéra allemand de Berlin
- Prix des lecteurs : Jamie Barton (en)
- «  Peace prize » : Denyce Graves
- Éducation et sensibilisation : Birmingham Opera Company (en)
- Leadership : David Pountney (en)
- Mécénat : Fondation Martina Arroyo
- Enregistrement (opéra complet) : Hamlet d'Ambroise Thomas (Naxos)
- Enregistrement (récita) : Jakub Józef Orliński - Facce d'amore (Erato)

### 2022
En 2022 les lauréats sont : 
- Metteur en scène : Stefan Herheim
- Chef d'orchestre : Daniele Rustioni
- Interprète masculin : Stéphane Degout
- Interprète féminin : Sabine Devieilhe
- Interprète féminin espoir : Nardus Williams (en)
- Décorateur : Michael Levine (en)
- Compagnie d'opéra : Opéra de Lviv ex aequo avec le théâtre d'opéra et de ballet d'Odessa
- Festival : Santa Fe Opera (en)
- Prix pour l'ensemble de sa carrière : Janet Baker
- Nouvelle production : La Voix humaine/Les Mamelles de Tirésias (orchestre : Robin Ticciati, direction : Laurent Pelly) - Glyndebourne
- Œuvre redécouverte : Ulisse de Luigi Dallapiccola - Opéra de Francfort
- Première mondiale : The Time of our Singing de Kris Defoort (en) - La Monnaie
- Prix des lecteurs : Pene Pati
- Éducation et sensibilisation : Opéra de Göteborg
- Leadership : Nicholas Payne
- Mécénat : Aline Foriel-Destezet
- Enregistrement (opéra complet) : Le Voyage dans la lune de Jacques Offenbach (Bru Zane)
- Enregistrement (récita) : Michael Spyres - Baritenor (Erato)

### 2023
En 2023, les lauréats sont : 
- Metteur en scène : Barrie Kosky
- Chef d'orchestre :  Antonio Pappano
- Interprète masculin : Michael Spyres
- Interprète masculin espoir :  Andrzej Filonczyk
- Interprète féminin : Aigul Akhmetshina
- Décoratrice : Lizzie Clachan (en)
- Compagnie d'opéra  : Bayerische Staatsoper
- Festival : Festival d'Aix-en-Provence
- Prix pour l'ensemble de sa carrière : Marilyn Horne
- Nouvelle production : War & Peace (direction: Dmitri Tcherniakov) - Bayerische Staatsoper
- Œuvre redécouverte : Jawnuta de Stanisław Moniuszko - Grand Théâtre de Varsovie
- Première mondiale :  Animal Farm de Alexander Raskatov - Opéra national des Pays-Bas
- Prix des lecteurs : Nadine Sierra
- Égalité des chances et développement : La Monnaie
- Développement durable : Opéra national des Pays-Bas
- Leadership : Stephane Lissner
- Mécénat : Fondation The Sullivan
- Enregistrement (opéra complet) : Il Proscritto de Saverio Mercadante (Opera Rara)
- Enregistrement (récital solo) : Lisette Oropesa - French Bel Canto Arias (Pentatone (en))

### 2024
En 2024, les lauréats sont :
- Metteur en scène : Christof Loy
- Cheffe d'orchestre : Simone Young
- Interprète masculin : Benjamin Bernheim
- Interprète masculin espoir : Justin Austin
- Interprète féminin : Lisette Oropesa
- Interprète féminin espoir : Arnheiður Eiríksdóttir
- Décorateur : Rufus Didwiszus
- Compagnie d'opéra : Opéra-Comique de Berlin
- Festival : Festival d'opéra de Savonlinna
- Prix pour l'ensemble de sa carrière : José van Dam
- Nouvelle production : Iphigénie en Aulide / Iphigénie en Tauride - Festival d'Aix-en-Provence
- Œuvre redécouverte : Kublai Khan d'Antonio Salieri - MusikTheater an der Wien
- Première mondiale : Valuska de Péter Eötvös - Hungarian State Opera
- Prix des lecteurs : Arturo Chacón Cruz (en)
- Égalité des chances et développement : Opera for Peace
- Développement durable : Finnish National Opera
- Leadership : Christina Scheppelmann (en)
- Mécénat : Fondation Stávros Niárchos
- Enregistrement (opéra complet) : Fausto de Louise Bertin - Palazzetto Bru Zane
- Enregistrement (récital) : Michael Spyres - In the Shadows (Erato)